# Карагвольский залив
Карагвольский залив (Карагольский залив, Карогольский залив, Караго́ль, Гараго́ль, Гарагольський залив, Гарогольський залив; укр. Карагольська затока) — залив Днестровского лимана. На берегу залива расположено село Надлиманское. Залив входит в заповедное урочище «Днестровские плавни» (ныне Нижнеднестровский национальный природный парк).
С 1965 года Карагвольский залив входит в ихтиологический заказник, в нём круглогодично запрещено рыболовство.